# Oxypoda hansseni
Oxypoda hansseni är en skalbaggsart som beskrevs av Embrik Strand 1946. Oxypoda hansseni ingår i släktet Oxypoda, och familjen kortvingar. Arten är reproducerande i Sverige.